# Luftwurzel

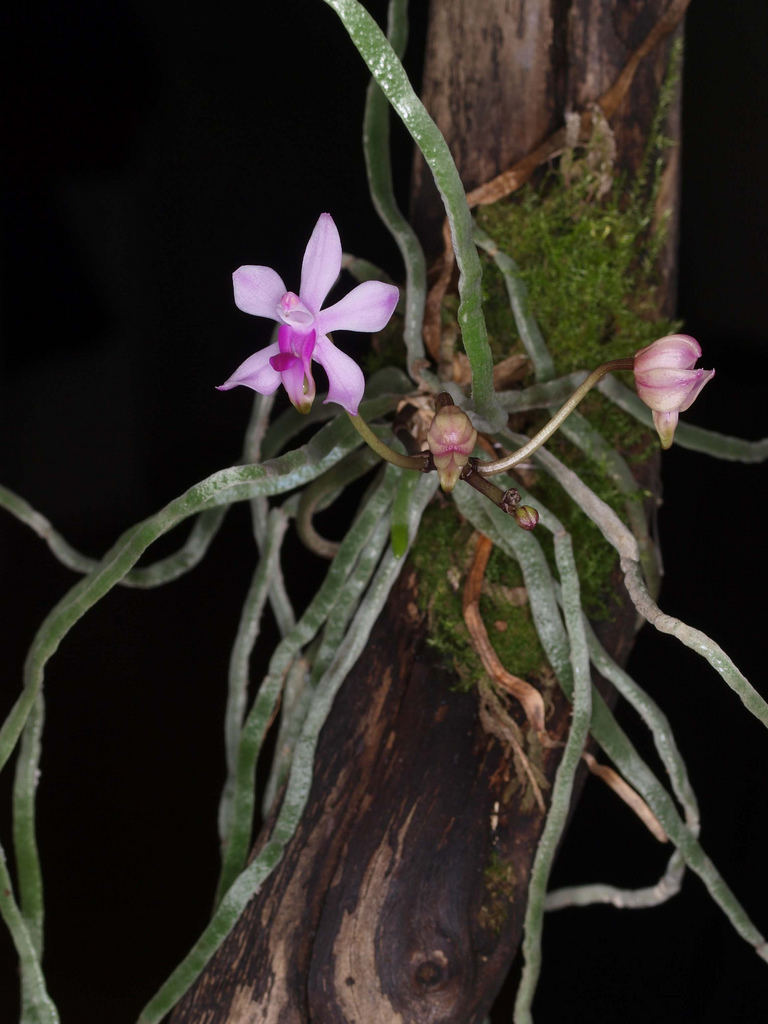
Orchidee mit Luftwurzeln

Eine Luftwurzel ist eine Wurzel einer Pflanze, die wenigstens zum Teil oberirdisch statt im Boden angelegt ist. Luftwurzeln werden vorrangig von epiphytischen und lithophytischen Pflanzen ausgebildet und dienen der Wasser- und Nährstoffaufnahme aus der Luft und der Fixierung auf dem Untergrund.

## Aufbau und Funktion
Anders als gewöhnliche Boden- oder Erdwurzeln bilden Luftwurzeln fast oder gar keine Haarwurzeln und sind oft wenig verzweigt. Sie sind stattdessen besonders bei Orchideen von einem Velamen genannten, schwammartigen Gewebe umgeben. Bei Regen oder durch hohe Luftfeuchtigkeit saugen sich diese Zellen mit Wasser voll. In einigen wenigen Fällen hat das Velamen genau den gegenteiligen Effekt: es soll kein Wasser von außen aufnehmen, sondern es lediglich speichern. Bei diesen Luftwurzeln besteht die äußerste Epidermis aus einer wasserabweisenden Wachsschicht, die das Wasser in den Zellen hält. Besonders bei Orchideen kann sich im Schwammgewebe der Wurzeln Chlorophyll sammeln, sodass diese der Photosynthese fähig sind. Dies soll der Pflanze der zusätzlichen oder ergänzenden Energiebeschaffung dienen und der Pflanze Vorteile bei der Besiedlung sonst ungeeigneter Standorte verschaffen. Luftwurzeln besitzen größere Poren als gewöhnliche Bodenwurzeln, wodurch sie -neben Feuchtigkeit- zusätzlichen Sauerstoff aufnehmen können. Dies kann besonders bei den Stützwurzeln der Mangroven beobachtet werden, aber auch bei Pflanzen, die zeitweise halb oder vollständig untergetaucht leben.
Eine verstärkte Bildung von Luftwurzeln kann ihre Ursache auch darin haben, dass die Pflanze über die Erdwurzeln nicht ausreichend versorgt wird. Luftwurzeln dienen aber auch der Anhaftung der Pflanze an speziellem Untergrund, zum Beispiel an Baumrinde und/oder nacktem Fels. Ungenügende Rankmöglichkeiten bei einer Kletterpflanze können zu diesem Effekt führen.

## Bekannte Beispiele
Zu den bekanntesten Beispielen von Pflanzen, die Luftwurzeln bilden, zählen die Orchideen. Vor allem die Gattungen Phalaenopsis, Vanda und Dendrobium sind anschauliche Beispiele. Phalaenopsis und Vanda leben in der Natur an Baumstämmen und nackten Felsen, an die sie sich festhaften und deren Wurzeln nicht selten fast komplett freiliegen (was auch in der Kultur dieser Orchideen zum Tragen kommt). Andere, bekannte Beispiele sind tropische Kletterpflanzen aus der Familie der Aronstabgewächse (Araceae). Besonders die Efeutute und diverse Philodendron-Arten bieten sich an, da sie in der Zimmerkultur weit verbreitet sind.
Auch bei Bäumen kommen Luftwurzeln vor: Mangroven der Gattung Rhizophora bilden (neben den dem Stamm entspringenden, bogenförmigen Stelzwurzeln) an ihren Ästen oft senkrecht herabhängende Luftwurzeln aus, die bei Erreichen des Substrats Stützfunktion übernehmen können. Ähnliche Wurzeln finden sich auch bei anderen Baumarten, zum Beispiel bei Feigen (Moraceae).